# Palazzo Santospago Dragonetti
Palazzo Santospago Dragonetti è un palazzo storico dell'Aquila.

## Storia

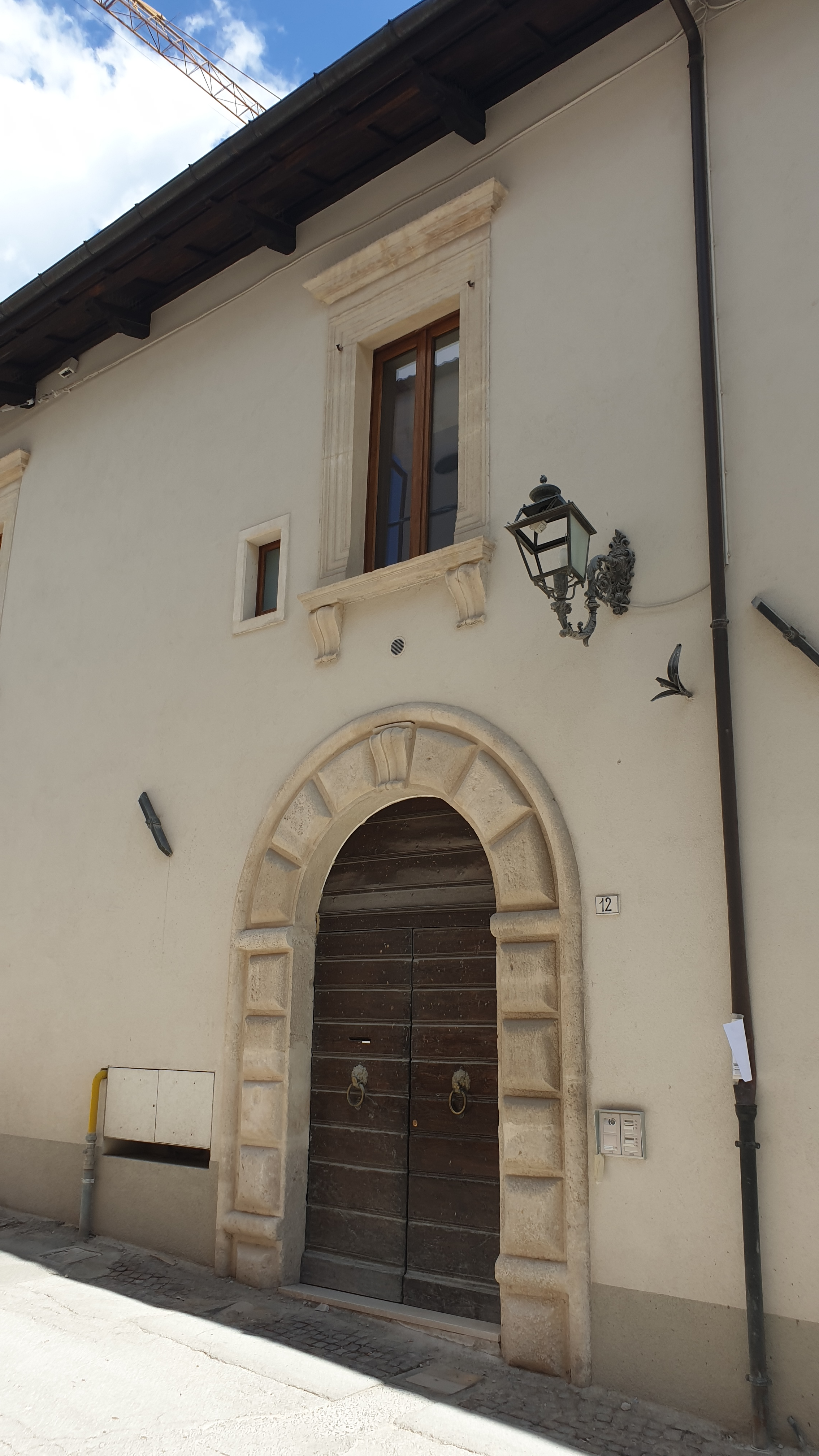
Particolare del portale d'ingresso al palazzo.

Il palazzo fu edificato nel XVI secolo ad opera della famiglia Santospago, di origine ebraica. Passò in seguito alla famiglia Dragonetti, tra le più importanti della città e già proprietaria del monumentale complesso in via Santa Giusta.
Ha subito lesioni dal terremoto dell'Aquila del 1703 e più gravi danni dal successivo sisma del 2009, venendo in seguito restaurato e consolidato.

## Descrizione
L'edificio, espressione tra le più eleganti dell'architettura civile aquilana di stile rinascimentale, è situato all'incrocio tra via Fortebraccio, antico decumano medievale, e piazza Bariscianello, nel quarto di Santa Maria. Costituisce un unico complesso con l'adiacente palazzo Barattelli, in stile neorinascimentale.
Nonostante la struttura sia stata edificata in pieno Cinquecento, offre vistosi richiami all'architettura quattrocentesca di tipo gentilizio. Presenta una sobria facciata a due ordini, suddivisa verticalmente in sette campate, con portale in conci di pietra sagomata al centro. Il cantonale è caratterizzato dalla presenza dello stemma lapideo della famiglia Dragonetti. 
Al suo interno si sviluppa una raffinatissima corte porticata, con scalone d'accesso e altana avente una vista panoramica sul giardino interno.